# 亚伊梅·佩雷斯

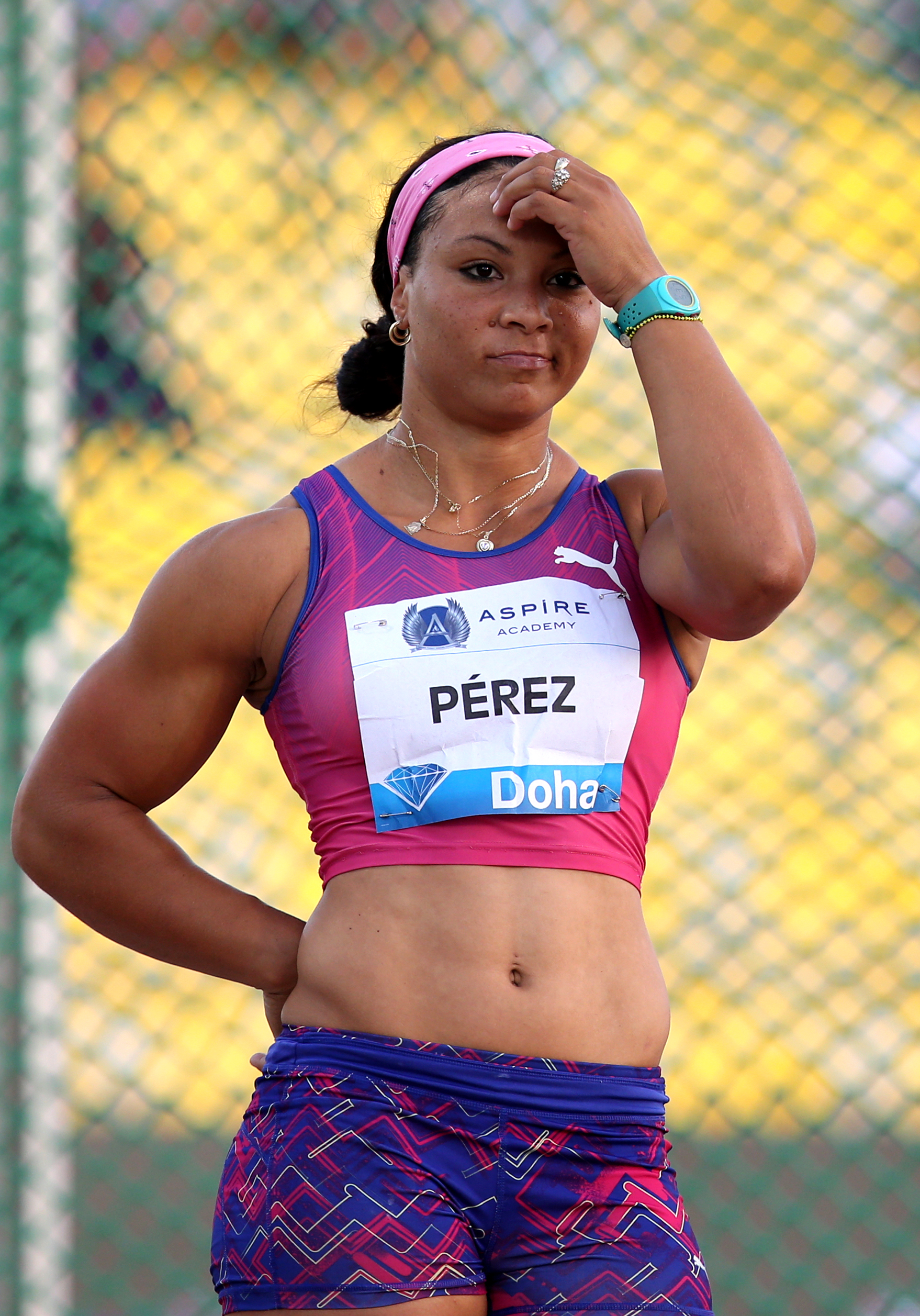
亚伊梅·佩雷斯·特列斯

亚伊梅·佩雷斯·特列斯（西班牙語：Yaime Pérez Tellez，1991年5月29日—）是一名古巴田径运动员。
她曾是2010年世界青年田径锦标赛的金牌得主，之后她在区域性的2011年ALBA运动会上赢得她的首个成年冠军。佩雷斯代表古巴参加2013年世界田径锦标赛，在决赛中排名第十一位。